# IC 1431
IC 1431 је спирална галаксија у сазвјежђу Водолија која се налази на листи објеката дубоког неба у Индекс каталогу.
Деклинација објекта је - 13° 30' 48" а ректасцензија 22h 7m 39,5s. Привидна величина (магнитуда) објекта IC 1431 износи 14,4 а фотографска магнитуда 15,3. IC 1431 је још познат и под ознакама MCG -2-56-15, PGC 68087.